# Іваново
Іва́ново (рос. Иваново, до 1932 — Іваново-Вознесенськ) — місто у Центральній Росії, адміністративний центр Івановської області. Розташоване на річці Уводь.
Відоме під назвами «міста наречених» й «міста першої Ради».
Місто утворене 1871 року шляхом злиття старого центра обробки льону — села Іваново (уперше згадується в 1561) з індустріальним Вознесенським посадом. До 1932 року мало назву Іва́но-Вознесе́нськ.
Під час Революції 1905 року в місті була утворена перша в Росії загальноміська Рада робітничих депутатів (звідси позначення «місто першої Ради»).
В 1937 році в місті був відкритий Інтердом — школа для дітей іноземних комуністів, у тому числі й високопоставлених. Тут вчилися діти Лілії Карастоянової, Долорес Ібарурі, Мао Цзедуна.
Іваново — колишнє місто-побратим Хмельницького. Через російську збройну агресією проти України, наприкінці січня 2016 року були направлені листи до міських органів влади російських міст Іваново та Твер за підписом мера міста Хмельницького Олександра Симчишина про наміри розірвати партнерські відносини з містами держави-агресора.

## Населення
Населення — 358 437 особи (2024). 
| 1630     | 1774     | 1795     | 1857     | 1871     | 1889     | 1897     |
| -------- | -------- | -------- | -------- | -------- | -------- | -------- |
| 88       | ↗3233    | ↗4388    | ↗8935    | ↗20 000  | ↗37 900  | ↗54 200  |
| 1914     | 1917     | 1923     | 1926     | 1931     | 1939     | 1956     |
| ↗146 000 | ↗174 400 | ↘71 800  | ↗111 200 | ↗177 200 | ↗285 200 | ↗319 000 |
| 1959     | 1962     | 1967     | 1970     | 1973     | 1975     | 1976     |
| ↗335 161 | ↗360 000 | ↗407 000 | ↗419 639 | ↗442 000 | ↗454 000 | →454 000 |
| 1979     | 1982     | 1985     | 1986     | 1987     | 1989     | 1990     |
| ↗464 324 | ↗472 000 | ↘471 000 | ↗473 000 | ↗479 000 | ↘478 370 | ↗480 000 |
| 1991     | 1992     | 1993     | 1994     | 1995     | 1996     | 1997     |
| ↗482 000 | ↘480 000 | ↘478 000 | ↘476 000 | ↘472 000 | ↘469 000 | →469 000 |
| 1998     | 1999     | 2000     | 2001     | 2002     | 2003     | 2004     |
| ↘464 000 | ↘463 400 | ↘459 200 | ↘452 100 | ↘431 721 | ↘431 700 | ↘424 400 |
| 2005     | 2006     | 2007     | 2008     | 2009     | 2010     | 2011     |
| ↘418 200 | ↘413 100 | ↘409 000 | ↘406 500 | ↘404 539 | ↗408 330 | ↗409 300 |
| 2012     | 2013     | 2014     | 2015     | 2016     | 2017     |          |
| ↘408 826 | ↗409 075 | ↗409 223 | ↗409 285 | ↘408 025 | ↘406 933 |          |

## Відомі люди
У місті народилися:
- Гандурін Олександр Миколайович (1912—1974) — російський радянський діяч, міністр побутового обслуговування населення РРФСР
- Гарелін Яків Петрович (1820—1890) — російський підприємець і меценат, засновник мануфактурної справи та почесний громадянин міста
- Автономов Анатолій Іванович (1898—1968) — радянський учений-біолог, генетик, селекціонер, педагог, професор
- Виноградов Олексій Сергійович (1900—1977) — радянський військовий діяч, генерал-майор авіації
- Грудінін Василь Семенович (1913—1943) — Герой Радянського Союзу, один з широнінців.
- Постишев Павло Петрович (1887—1939) — радянський партійний і державний діяч.
- Ржанов Анатолій Васильович (1920—2000) — російський фізик, академік АН СРСР (1984).
- Мазурова Катерина Яківна (1900—1995) — радянська акторка.
- Ліпатов Юрій Сергійович (1927—2007)- радянський та український учений-хімік, академік НАН України
- Мартинов Андрій Леонідович (* 1945) — радянський та російський актор театру і кіно

У місті до Першої світової війни працював український лексикограф, мовознавець Ілля Кириченко.